# Helionycta grisea
Helionycta grisea là một loài bướm đêm trong họ Noctuidae.